# Wasserhemisphäre

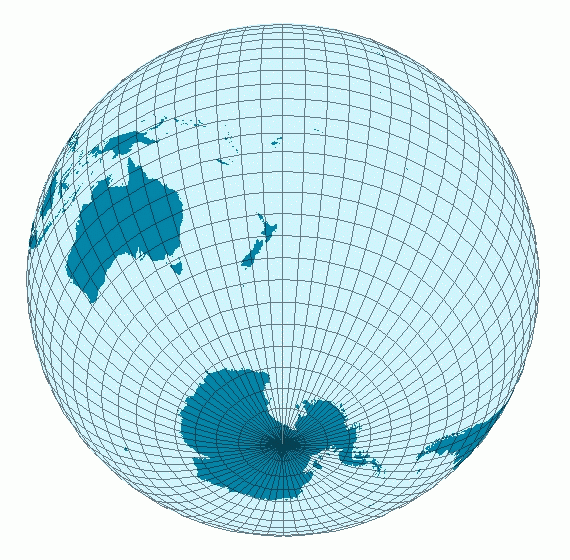
Wasserhalbkugel
(89 % Wasser; 11 % Land)

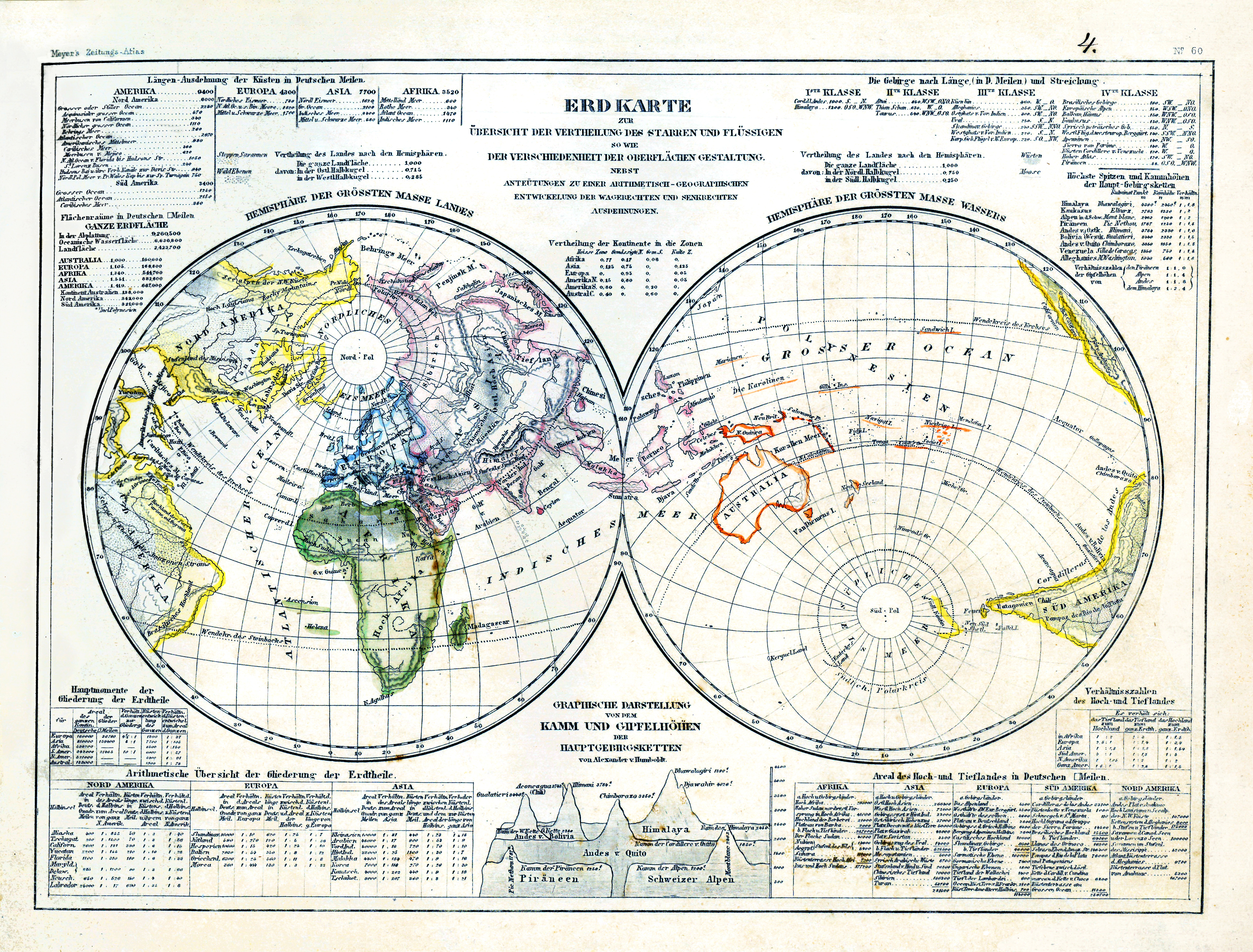
Erdkarte von 1849 mit der „Hemisphäre der grössten Masse Wassers“ (rechts) und der „Hemisphäre der grössten Masse Landes“ (links)

Als Wasserhemisphäre oder Wasserhalbkugel wird die Halbkugel der Erde bezeichnet, die, rechnerisch optimiert, den höchsten Anteil an Wasserfläche aufweist.
Ihr Zentrum befindet sich im südlichen Pazifik, östlich der neuseeländischen Bountyinseln auf den Koordinaten 47° 13′ S, 178° 28′ O. 
Diese Hemisphäre umfasst neben weiten Teilen des Pazifischen, Indischen und Südlichen Ozeans lediglich vergleichsweise geringe Landmassen: den australischen Kontinent, Teile Südostasiens (insbesondere den Malaiischen Archipel, Teile Südamerikas sowie die Antarktis).
Im Vergleich zur sogenannten Landhemisphäre, deren Zentrum sich in der Nähe von Nantes (Frankreich) befindet und die den Großteil der kontinentalen Landmasse vereint, dominieren in der Wasserhemisphäre eindeutig die Ozeane. Etwa 89 Prozent der Fläche dieser Halbkugel (ca. 227 Millionen km²) bestehen aus Wasser, während lediglich 11 % (rund 28 Millionen km²) aus Land bestehen, was etwa 14,4 % der gesamten Landfläche der Erde entspricht.
Global betrachtet entfallen durchschnittlich etwa 71 % der Erdoberfläche auf Wasser und 29 % auf Land. Die Wasserhemisphäre stellt somit die extremste Ausprägung dieser globalen Verteilung dar.
In der Kartografie ist die sogenannte Spilhaus-Projektion bekannt dafür, die Weltmeere als ein zusammenhängendes, zentrales Element zu visualisieren, indem sie die die Kontinente bewusst an den Rand verschiebt. Sie ist insbesondere für ozeanografische, klimatologische und geopolitische Darstellungen von Bedeutung, da sie den Fokus auf die maritimen Zusammenhänge des Erdsystems legt.